# Euphorbia pergracilis
Euphorbia pergracilis là một loài thực vật có hoa trong họ Đại kích. Loài này được P.G.Mey. mô tả khoa học đầu tiên năm 1966.